# Gelugor
Gelugor là một vùng ngoại ô phía nam của George Town ở Penang, Malaysia. Gelugor nằm dọc theo bờ biển phía đông của đảo Penang, giữa Jelutong và Sungai Dua, và khoảng 5 km (3,1 dặm) về phía Nam của trung tâm thành phố.
Gelugor được biết đến sớm nhất vào cuối thế kỷ XVIII bởi một người Mã Lai làm nghề đánh cá đến từ Sumatra. Khu vực này sau đó đã được chuyển thành khu nông nghiệp bởi Thuyền trưởng Francis Light.
Đô thị hóa khu vực bắt đầu một cách nghiêm túc vào những năm 1960, khi các khu dân cư được thành lập trong khu vực. Gelugor dần trở thành vùng ngoại ô của George Town, nhờ vị trí chiến lược nằm ngay giữa George Town và phía Nam của Bayan Lepas. Năm 1969, Đại học Sains Malaysia được thành lập tại Gelugor và hiện là một trong những trường đại học công lập hàng đầu của Malaysia.
Trong những thập kỷ gần đây, Gelugor ngày càng giữ vai trò quan trọng. Ở Gelugor không những tồn tại trường đại học đầu tiên của đảo Penang mà còn có cầu Penang- cây cầu vượt qua eo biển đầu tiên của Penang, nối liền Gelugor với bán đảo Mã Lai, được hoàn thành năm 1985.

## Tên gọi

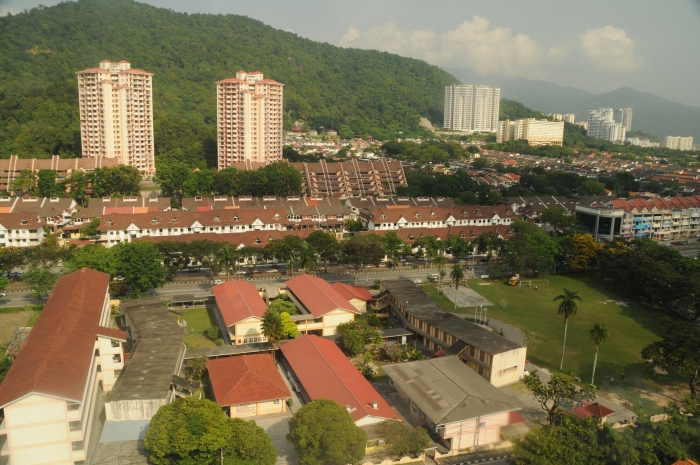
Một khu dân cư tại Gelugor

Gelugor được đặt tên theo Garcinia atroviridis, được biết đến bằng tiếng Mã Lai như là Gelatin. Là loài đặc hữu rộng rãi ở bán đảo Mã Lai, loài này đặc biệt được trồng trên đảo Penang vì các đặc tính chữa bệnh của nó. 

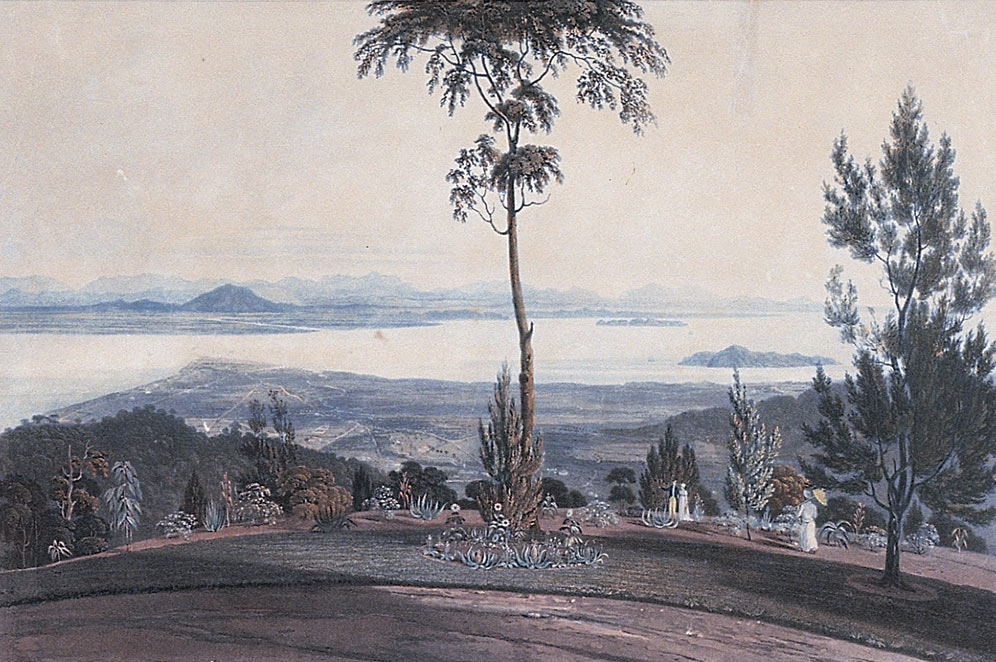
Một bức vẽ năm 1818 từ góc nhìn tổng quan về George Town và Gelugor.

## Lịch sử
Gelugor là một trong những khu vực đầu tiên của đảo Penang được người dân sinh sống. Ngư dân đã di chuyển vào khu vực từ Sumatra trong thế kỷ XVIII, trước khi thuyền trưởng Francis Ligh tìm thấy đảo Penang vào năm 1786. Họ định cư quanh cửa sông Gelugor (Tiếng Mã Lai: Sungai Gelugor) và Bukit Gelugor.
Nơi mà Francis Light đặt chân vào năm 1786 chính là George Town hiện tại, bạn đồng hành người Scotland của ông- David Brown đã biến đổi khu rừng xung quanh Gelugor với mục đích nông nghiệp, bao gồm việc trồng cây gia vị và dừa. David Brown mang người lao động từ Ấn Độ đến làm việc ở khu nông nghiệp này. Cuối cùng ông trở thành chủ đất lớn nhất trên đảo Penang vào đầu thế kỷ XIX.
Cho đến cuối Chiến tranh Thế giới thứ II, Gelugor vẫn là một khu vực nông thôn. Trước khi chiến tranh, quân đội Anh dùng một trong những ngôi nhà của David Brown làm Glugor Barracks, sau này là Minden Barracks(Tên trại quân đội). Trại quân đội bị quân đội Nhật Bản chiếm đóng trong suốt chiến tranh. Nó cũng được đưa vào sử dụng trong Cuộc du kích của người Mã Lai (1948- 1960) và Cuộc đối đầu Borneo (1962- 1966) trước khi ngừng sử dụng năm 1971 sau sự rút quân của các lực lượng vũ trang Anh từ sự tác động từ Đông Nam Á.
Sự phát triển của các khu dân cư ở Gelugor bắt đầu vào những năm 1960, ban đầu là để phục vụ công chức. Cũng trong những năm 1960, một cuộc thảo luận về việ thành lập trường đại học đầu tiên của Penang đã được tiến hành. Cuối cùng, Đại học Penang (Universiti Pulau Pinang) được thành lập vào năm 1969, trước khi được chuyển đến Minden Barracks năm 1971. Trường đại học này đã được đổi tên thành Đại học Sains Malaysia, hiện là một trong những trường đại học công lập hàng đầu tại Malaysia.
Năm 1985, cầu Penang nối Gelugor với bán đảo Mã Lai đã hoàn thành. Cây cầu nằm ngay giữa George Town và khu công nghiệp tự do Bayan Lepas đã gián tiếp đẩy nhanh đô thị hóa tại Gelugor.

## Giáo dục

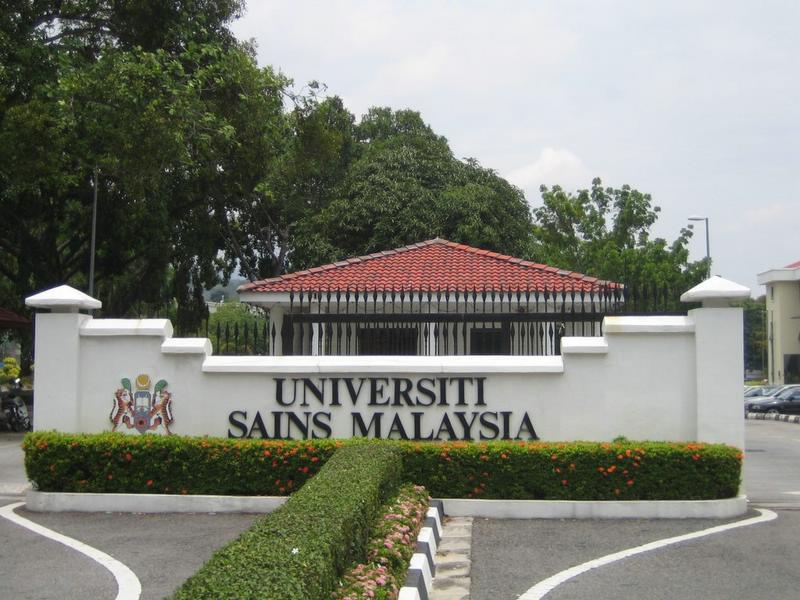
Khuôn viên chính của đại học Sains Malaysia ở Gelugor.

Tổng cộng có ba trường tiểu học và hai trường trung học ở Gelugor. Dưới đây là liệt kê các trường công lập.
Trường tiểu học
- SRK Sungai Gelugor[1]
- SRK Bukit Gelugor[2]
- SRK Minden Height[3]

Trường trung học
- SMK Bukit Gambir[4]
- SMK Datuk Hj. Mohamed Nor Ahmad[5]

Gelugor là nơi tồn tại của một trong những trường đại học công lập hàng đầu của Malaysia- Đại học Sains Malaysia (USM). USM được xếp hạng thứ năm ở Malaysia trong bảng xếp hạng Đại học Thế giới QS vào năm 2016. USM cũng là trường đại học duy nhất ở Malaysia được chính phủ liên bang Malaysia ghi nhận đủ tiêu chuẩn APEX và là một trong số ít những trường đại học tự chủ hàng đầu trên toàn quốc.
Ngoài ra, một cơ sở đào tạo của giáo viên được điều hành do chính phủ liên bang Malaysia- Institut Pendidikan Guru Pulau Pinang cũng đặt ở Gelugor.